# Château de l'Isle-Marie
Pour les articles homonymes, voir château de l'Isle.
Le château de l'Isle-Marie est une demeure, de la fin du XVIIe siècle, qui se dresse dans le Cotentin, sur le territoire de la commune française de Picauville dans le département de la Manche, en région Normandie. Il succède à l'antique forteresse du Holm ou Homme. L'édifice est partiellement inscrit au titre des monuments historiques.

## Localisation
Le château est situé, en bordure des marais de Beuzeville, à trois kilomètres au sud-est de l'église Saint-Candide de Picauville, dans le département français de la Manche.
L'enceinte du Homme était situé au cœur des marais qui barrait l'accès du clos du Cotentin d'est en ouest. Le site est situé à la confluence des rivières d'Ouve et du Merderet, sur le tracé d'une route médiévale reliant la cote ouest du Cotentin à la baie des Veys.
De l'autre côté du marais, près du bourg de Beuzeville, se trouve une enceinte annulaire qui pourrait constituer une défense avancée du château du Homme.

## Toponymie
Le nom de l'ancien château est attesté sous la forme latinisée Holmus en 1026.
Son caractère insulaire, qui se voit particulièrement durant la crue hivernale des marais, a déterminé son appellation d'origine scandinave, forgée sur sur la racine holmr (île, terre entourée d'eau).

## Historique
Le premier château fut bâti vers 996. Au Xe siècle, la grande enceinte du Homme est déjà citée comme le siège d'un vicus.
La première mention au sujet du château est un acte de l'abbaye bénédictine de Saint-Sauveur-le-Vicomte, datant des années 1135-1138, faisant référence à des concessions effectuées un siècle et demi plus tôt, où il est fait mention du don de l'église Saint-Nicolas du Homme et du vicus nommé Gishaula, situé sur le même domaine, concédé par Roger le Vicomte, à la cathédrale de Coutances, du temps du comte Richard le Vieux.
Vers 1024, le duc de Normandie, Richard II, fait enfermer son fils Robert Ier dans le château.
Vers 1026-1027, Richard III de Normandie concède en douaire à son épouse la duchesse Adèle, fille du roi Robert le Pieux, plusieurs propriétés dont la forteresse du Homme (Holmus), ainsi que celle de Cherbourg (Carusburc) et de Brix (Brusco), « Concedo etiam castella que ibi habentur, videlicet Carusburg cum eo quod dicitur Holmus, et eo quod dicitur Brusco, cum iis que ad hec aspicere videntur… ».
En 1033, le duc de Normandie, Robert, pour financer son pèlerinage en Terre sainte, à l'occasion du millénaire de la mort du Christ, vend la forteresse à sa sœur Adelise, épouse de Regnault de Bourgogne. Leur fils, Gui de Brionne, en révolte avec son cousin Guillaume le Bâtard, se serait indûment approprié la forteresse et en aurait fait don à son allié Néel II de Saint-Sauveur,. Un acte daté de 1075, nous apprend que le château est encore entre leurs mains.
Un chevalier du Home est à la bataille d'Hastings en 1066. Il est cité dans le Roman de Rou de Wace « cels de Homez » au côté de « cels de Bruis ».
Le domaine du Home, Hulmense castrum, très ancienne forteresse qui a occupé une situation stratégique primordiale durant des siècles fut fortifié par Étienne d'Aumale (avant 1070-v. 1127) et se trouva impliqué dans la guerre de succession des héritiers de Guillaume le Conquérant, en 1138, dans le conflit de la succession Henri Ier Beauclerc, et a été successivement la possession de la famille d’Agneaux au XIIe siècle, puis au XVIe siècle de la famille Aux Épaules.
En 1260 Robert VI Bertran en était le seigneur. En 1379, le château passe par alliance à la famille Aux Épaules.
La place servit de refuge à des routiers los de la guerre de Cent Ans.
En 1649, pendant la Fronde, François Goyon de Matignon (1607-1675), lieutenant-général du roi en Basse-Normandie et frondeur aux ordres du duc de Longueville, gouverneur de Normandie, s'empare du château du jeune Gigault de Bellefonds (1630-1698). Le château était entré dans le patrimoine des Bellefonds, en 1607, à la suite du mariage de son grand-père, avec Jeanne Aux Épaules, fille du seigneur protestant de Sainte-Marie-du-Mont. Bernardin Gigault, marquis de Bellefonds, malgré des charges importantes, gentilhomme de la chambre du roi, lieutenant-général des armées royales en Italie (1663), maréchal de France (1668), n'aura de cesse d'agrandir son domaine de l'Isle-Marie dans lequel il se retire après sa disgrâce. En 1675, il construit un manoir pour ses soldats blessés et une chapelle conçue par Mansart.
Jacques II s'apprêtant à envahir l'Angleterre à la tête d’une armée que Louis XIV lui fournissait en grande partie afin de reconquérir son trône, passa deux jours, au mois d’avril 1692 au château de l’Ile-Marie, chez le maréchal de Bellefonds, qui était rentré en faveur, et devait l’accompagner dans son expédition d’Outre-Manche, à titre de commandant en chef des troupes françaises.
Le domaine de l’Ile-Marie, par suite d’acquisition, passa dans les mains de Georges-Adrien Feuillye, marié à une demoiselle d’Aigneaux.
La famille d'Aigneaux en 1899-1900 réaménage le château dans un style néo-médiéval tardif.

## Description

### Le château médiéval
Le site associe une petite enceinte castrale, citée vers 1025/1026, comme château ducal, et une très vaste enceinte circulaire de peuplement, d'environ 500 m de diamètre, mentionnée comme siège d'un vicus sous le règne de Richard Ier de Normandie (v. 930-996). 
Bien que profondément modifié, le château de l'Isle-Marie, anciennement le Homme ou l'Holm, reste emblématique des forteresses riveraines des marais. Il contrôlait, au confluent de l'Ouve et du Merderet, des voies fluviales et terrestres éminemment stratégiques.
De l'ancien château fort ducal, attesté dans la charte de 1026, il subsiste dans le parc l'enceinte circulaire d'environ cinquante mètres de diamètre qui a été coupée en deux par l'allée du parc. Le rempart, un large talus qui par endroits atteint un mètre cinquante de hauteur et large d'un peu plus d'un mètre est entourée partiellement d'un fossé profond d'environ deux à trois mètres. Ce fossé, qui subsiste encore à plusieurs endroits, au nord, quitte le contour de l'enceinte pour suivre le tracé d'un vaste terrain aujourd'hui en friches et clos de murs, qui peut être l'emplacement de la basse-cour, et où se dresse une chapelle remaniée au XVIIIe siècle ainsi qu'un petit cimetière.

### Le château moderne
Le château construit au XVIIe siècle à une centaine de mètres de l'emplacement de l'antique forteresse a été restauré par le maréchal de Bellefonds dans la seconde moitié du XVIIe siècle. Le corps de logis rectangulaire flanqué de grosses tours circulaires ainsi que l'hôpital pour soldats invalides (1675), la chapelle (1673) attribuée à Jules Hardouin-Mansart et les communs dont un colombier datent de cette époque. C'est dans cette chapelle que le maréchal de Bellefonds fera déposer le cœur embaumé de don fils, mort à la bataille de Steinkerque (3 août 1692) remportée par le maréchal de Luxembourg, François-Henri de Montmorency-Luxembourg, sur Guillaume d'Orange.
Entre 1802 et 1807, il est remanié à la suite des dommages engendrés lors de la Révolution. En 1900, il est reconstruit, dans un style néogothique, par l'architecte Drancey de Cherbourg et on lui adjoint deux courtes ailes.
Le domaine a conservé les vestiges d'une enceinte bastionnée à la Vauban, en étoile, plantée d'arbres, à usage de jardin panoramique et de terrain de jeu. Cette dernière et les canaux, partiellement détruits en 1830, ont été remplacés par un parc à l'anglaise.

## Protection
L'enceinte circulaire du XIe siècle ; le corps de logis du XVIIe siècle, en totalité ; les façades et les toitures de la chapelle, ainsi que le cimetière et son enclos ; les façades et les toitures de l'hôpital des invalides, ainsi que l'escalier intérieur et sa cage ; les façades et les toitures du bâtiment contigu à l'hôpital, à usage d'écuries ; le colombier ; les deux pavillons de jardin et les murs de l'ancienne serre les reliant ; le pavillon des latrines ainsi que le parc, avec ses bois, ses deux avenues d'accès, son bosquet de palmiers et ses murs de clôture, y compris le mur en exèdre, sont inscrits aux titre des monuments historiques par arrêté du 13 septembre 2001.

## Le château dans les arts et la culture
Barbey d'Aurevilly, qui a séjourné au château, en a fait le cadre de son roman, paru en 1884, Ce qui ne meurt pas.